# Kráľov Brod
Kráľov Brod est un village de Slovaquie situé dans la région de Trnava.

## Histoire
Première mention écrite du village en 1785.
La localité fut annexée par la Hongrie après le premier arbitrage de Vienne le 2 novembre 1938. En 1938, on comptait 1 004 habitants. Elle faisait partie du district de Galanta, en hongrois Galántai járás. Le nom de la localité avant la Seconde Guerre mondiale était Kráľov Brod/Királyrév. Durant la période 1938-1945, le nom hongrois Királyrév était d'usage. À la libération, la commune a été réintégrée dans la Tchécoslovaquie reconstituée.

## Démographie

### Évolution de la population
| Année:               | 1994. | 2004.   | 2014.   | 2024.   |
| -------------------- | ----- | ------- | ------- | ------- |
| Nombre de personnes: | 1169  | 1167    | 1122    | 1059    |
| Différence:          |       | -0,17 % | -3,85 % | -5,61 % |

| Année:               | 2023. | 2024.   |
| -------------------- | ----- | ------- |
| Nombre de personnes: | 1066  | 1059    |
| Différence:          |       | -0,65 % |